# 蒲郡駅
蒲郡駅（がまごおりえき）は、愛知県蒲郡市元町および港町にある、東海旅客鉄道（JR東海）東海道本線および名古屋鉄道（名鉄）蒲郡線の駅である。駅番号は東海道本線がCA47、蒲郡線がGN22。
東海道本線の運行形態の詳細は「東海道線 (名古屋地区)」を参照。

## 概要
蒲郡市の中心駅で、「観光交流立市宣言」をした観光の街「蒲郡」の玄関口である。JR東海・名鉄ともに駅員が配置されている。かつてはJR東海と名鉄の共同使用駅であったが、蒲郡駅付近連続立体交差事業（鉄道高架化）の完了により、駅舎・改札が分離された。
JR東海の東海道本線と、名鉄の蒲郡線が乗り入れ、接続駅となっている。蒲郡線は当駅が終点となっている。1888年（明治21年）に官設鉄道（現在の東海道本線）浜松駅 - 大府駅間の開通と同時に開業し、のちの1936年（昭和11年）に三河鉄道（現在の名鉄蒲郡線）が乗り入れた。なお駅設置当時、駅が所在していた当時の蒲郡村は「かまごおり」と読んでいたが駅は「がまごおり」で開業しており、これが現在の蒲郡市をはじめとする「がまごおり」読みのルーツとされている。
蒲郡駅周辺の鉄道高架化事業（正式名称：蒲郡駅付近連続立体交差事業）は、踏切による交通渋滞や事故、鉄道による市街地分断を解消し、魅力的で質の高い街づくりを目的とするもので、高架化および南口再開発が2008年（平成20年）3月に完了した。南北連絡通路（コンコース）の完成で南北地下道は廃止されたが、北口周辺の地下街は現在も営業中である。今後は北口広場において誘客効果が見込める有名店を含む商業施設を設置する予定である。
かつては南口から竹本油脂本社工場と日本通運蒲郡支店への貨物専用線が伸びていた。現在は南口土地区画整理事業が完了し、当時の面影はほとんど残っていないが、蒲郡市民会館臨時駐車場に当時の枕木やレールが保管されている。

## 歴史

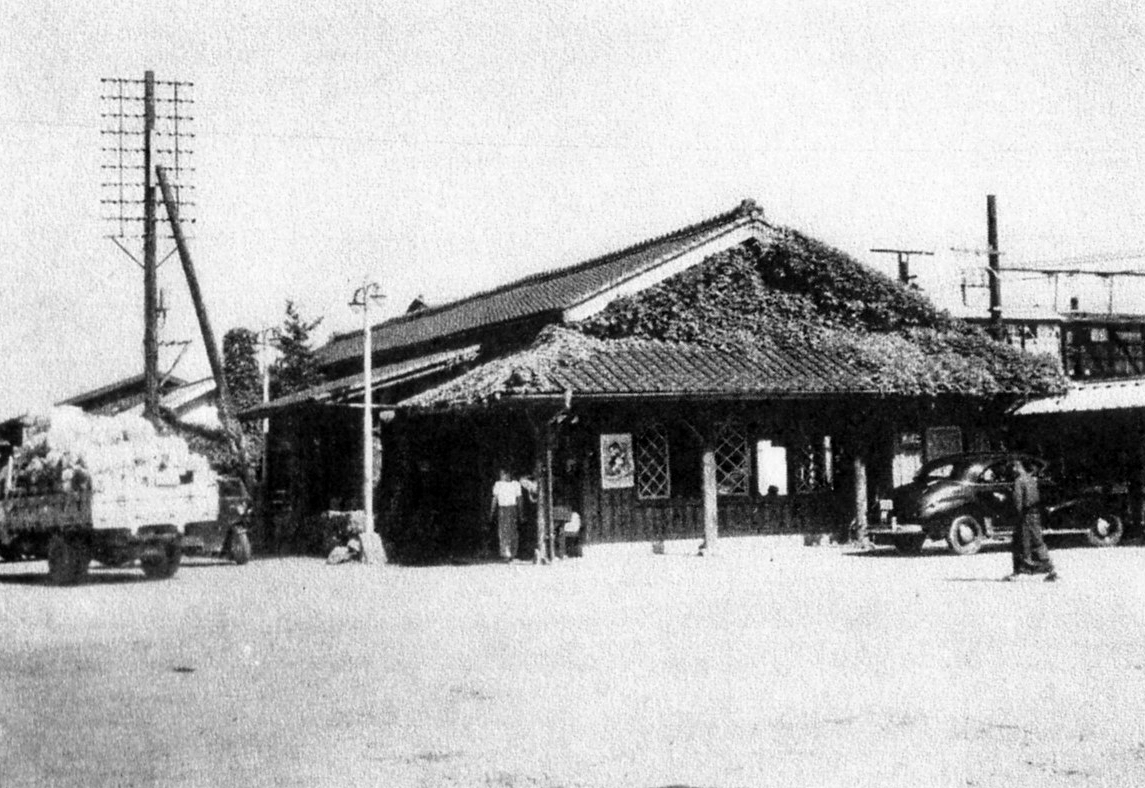
北口旧駅舎（国鉄管理）

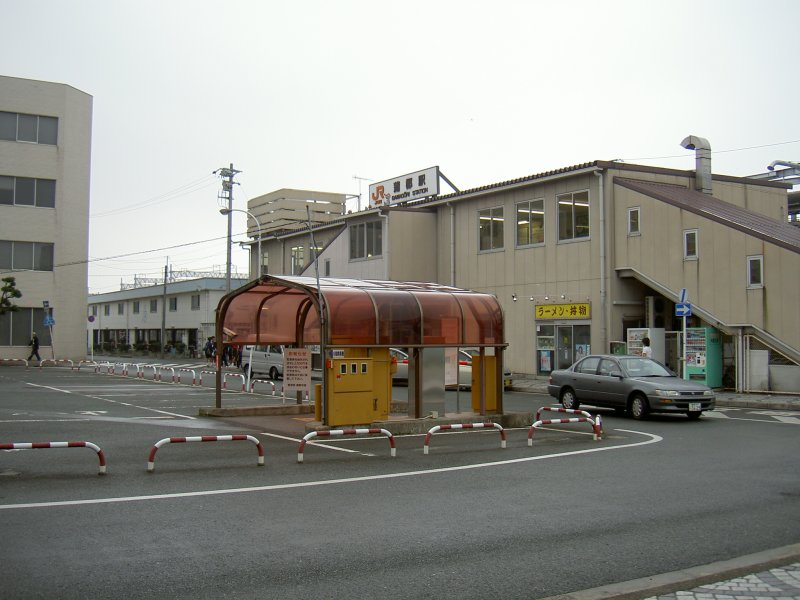
北口仮駅舎（2005年7月）

- 1888年（明治21年）9月1日：官設鉄道（のちの国鉄・JR）浜松駅 - 大府駅間の開通時に開業[3]。一般駅。
- 1895年（明治28年）4月1日：線路名称制定。東海道線（1909年に東海道本線に改称）の所属となる。
- 1936年（昭和11年）7月24日：三河鉄道本線（現在の名鉄蒲郡線）三河鹿島 - 蒲郡が開業し当駅に乗り入れる。
- 1941年（昭和16年）6月1日：会社合併により三河鉄道本線が名鉄三河線となる。
- 1947年（昭和22年）4月23日：名鉄三河線が600V電化[4]。
- 1948年（昭和23年）5月16日：名鉄の線路名称改定により、三河線の当駅から三河吉田（現・吉良吉田）までが蒲郡線として独立[5]。
- 1959年（昭和34年）7月12日：蒲郡線の電圧を1500Vに昇圧[6]。
- 1965年（昭和40年）9月24日：みどりの窓口が設置される。
- 1967年（昭和42年）
  - 6月20日：地下道（第1期）・蒲郡北駅前地下街が完成する[7][8]。
  - 12月5日：北口駅前広場が完成する。
- 1968年（昭和43年）8月28日：国鉄蒲郡駅鉄筋駅舎起工式を行う。
- 1969年（昭和44年）
  - 1月29日：国鉄蒲郡駅新駅舎の一部供用開始。地下道（第2期）が完成する[9][10]。
  - 4月5日：国鉄蒲郡駅の新駅舎が完成[11]。
- 1971年（昭和46年）9月10日：名鉄蒲郡駅改築工事・高架工事が始まる。0.5km手前に仮駅を設置し蒲郡駅休止[12]。
- 1972年（昭和47年）
  - 3月14日：名鉄蒲郡線の仮駅営業を終了し、仮駅 - 蒲郡駅間0.5kmの運行再開[12]。
  - 4月1日：名鉄蒲郡駅の駅ビル（鉄筋5階建）が完成[13]。
  - 7月16日：蒲郡駅南北地下道が開通する[14][15][16]。
- 1979年（昭和54年）5月26日：昭和天皇、香淳皇后が第40回国民体育大会に合わせて県内を行幸啓。お召し列車が本長篠駅発、蒲郡駅着で運転。翌27日に蒲郡駅発、新豊田駅着で運転[17]。
- 1981年（昭和56年）4月9日：国鉄の旅行センターを南口駅前から駅舎正面口に移転[18]。
- 1984年（昭和59年）1月10日：車扱貨物の取扱を廃止[19]。
- 1986年（昭和61年）11月1日：荷物の取扱を廃止[19]。
- 1987年（昭和62年）4月1日：国鉄分割民営化により国鉄の駅は東海旅客鉄道（JR東海）が継承[19]。
- 1989年（平成元年）3月11日：蒲郡 - 大垣間に上下各10本の新快速を設定。「新快速出発式」を実施する。
- 1995年（平成07年）3月28日：JR蒲郡駅（北口）仮駅舎使用開始。北口に自動改札機を導入。
- 1996年（平成08年）5月11日：名鉄蒲郡駅（南口）仮駅舎使用開始。区画整理事業で南口駅前広場暫定整備完了。
- 1998年（平成10年）10月31日：連続立体交差化工事のため、名鉄線は旧東海道線下り線を使用した仮線を使用[20]。
- 2000年（平成12年）11月11日：名鉄線高架化（蒲郡駅 - 蒲郡競艇場前駅間、ホーム部分はリニューアル）[21]。11月15日に「発車式」を実施する。
- 2003年（平成15年）4月14日：東海道線下り線高架化[22][23]。
- 2005年（平成17年）
  - 12月18日：東海道線上り線高架化[24]。
  - 12月26日：新駅舎使用開始によりJR東海・名鉄の改札口を分離。
- 2006年（平成18年）11月25日：JR東海がTOICA導入。
- 2008年（平成20年）3月：鉄道高架化事業完了[25]。
- 2025年（令和7年）3月20日 - 蒲郡市がコンコースにストリートピアノを設置[26]

## 駅構造
高架駅。南北連絡通路を挟んで、JR東海・名鉄の改札口がそれぞれ設置されている。コンコースは広めに確保されている。

### JR東海
島式ホーム2面4線を使用している。内側の2・3番線が本線、外側の1・4番線が待避線（副本線）で、朝・夕方には普通・快速の緩急接続が行われている。
ホームは2005年（平成17年）に高架化された。高架化以前は北口側に駅舎があり、駅舎とJR東海・名鉄のホームを結ぶ跨線橋があった。この跨線橋は「鉄道院明治43年」の文字が刻まれた歴史あるもので、1953年（昭和28年）の東海道本線電化で約1mかさ上げされ、高架化工事による仮設跨線橋の供用開始まで使用された。
貨物営業を行っていた頃は、駅舎東側に1面1線の有蓋車用貨物ホームがあり、駅南側には竹本油脂本社工場専用線「竹本1番線（有効長52m）」「竹本2番線（有効長31m）」と国道23号線を横切り三河港木材埠頭へ伸びる日本通運蒲郡支店「日通専用線（約500m）」（当初は日本通運と三和倉庫などで出資の臨港線）の貨物専用線があった。戦前は旧海軍貯木場の木材輸送、戦後は蒲郡港へ運搬船で運ばれてきた石炭輸送が主な輸送品であった。運行は日本国有鉄道（国鉄）が代行していた。
駅長・駅員配置駅（直営駅）である。管理駅として、蒲郡市内にある3駅（三河大塚駅・三河三谷駅・三河塩津駅）を管理している。
駅構内には、JR全線きっぷうりばがある。TOICAおよびTOICAと相互利用しているIC乗車券の利用が可能であり、TOICA対応のタッチパネル式自動券売機3台と自動精算機がある。また改札口と各ホームにLED式発車案内板、各ホームにエレベーター、エスカレータが設置されている。

#### のりば
| 番線 | 路線          | 方向 | 行先             | 備考   |
| ---- | ------------- | ---- | ---------------- | ------ |
| 1    | CA 東海道本線 | 上り | 豊橋・浜松方面   | 待機線 |
| 2    | CA 東海道本線 | 上り | 豊橋・浜松方面   | 本線   |
| 3    | CA 東海道本線 | 下り | 岡崎・名古屋方面 | 本線   |
| 4    | CA 東海道本線 | 下り | 岡崎・名古屋方面 | 待機線 |

（出典：JR東海:駅構内図）

#### 駅構内施設
- JR全線きっぷうりば
- ベルマート
- 蒲郡観光交流センター「NAVI TERRACE」(蒲郡市観光協会)

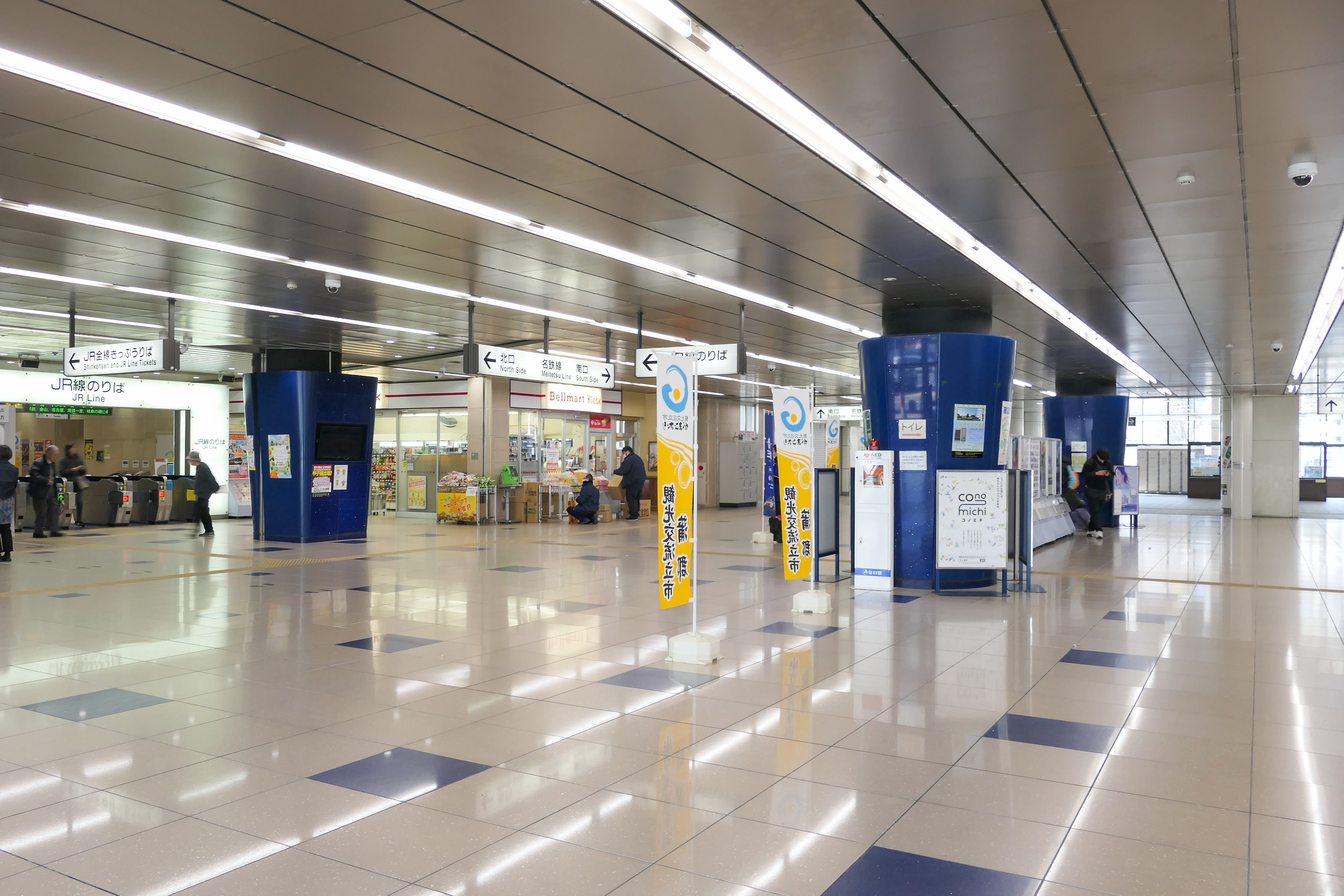
コンコース（2024年3月）
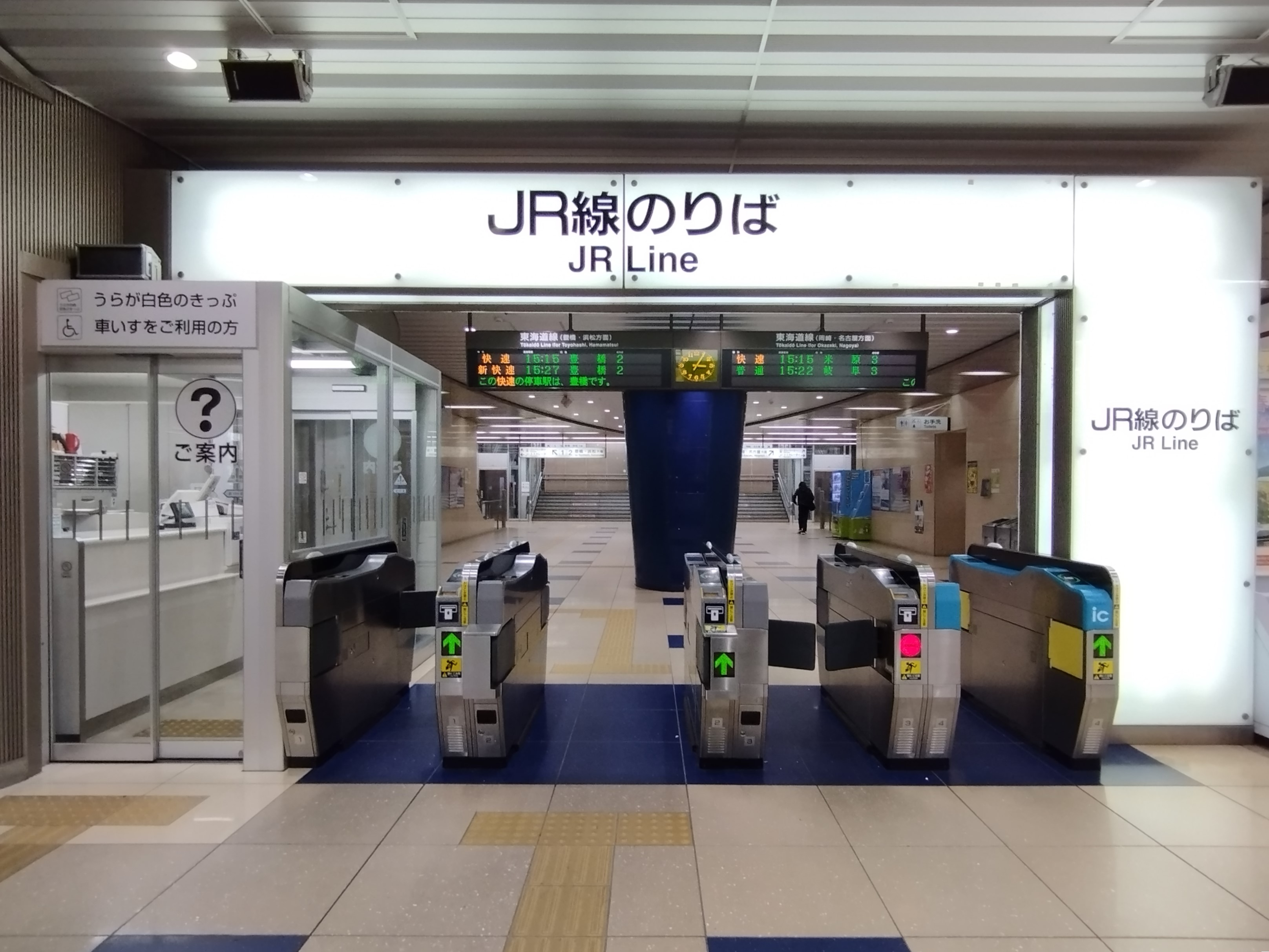
改札口（2024年4月）
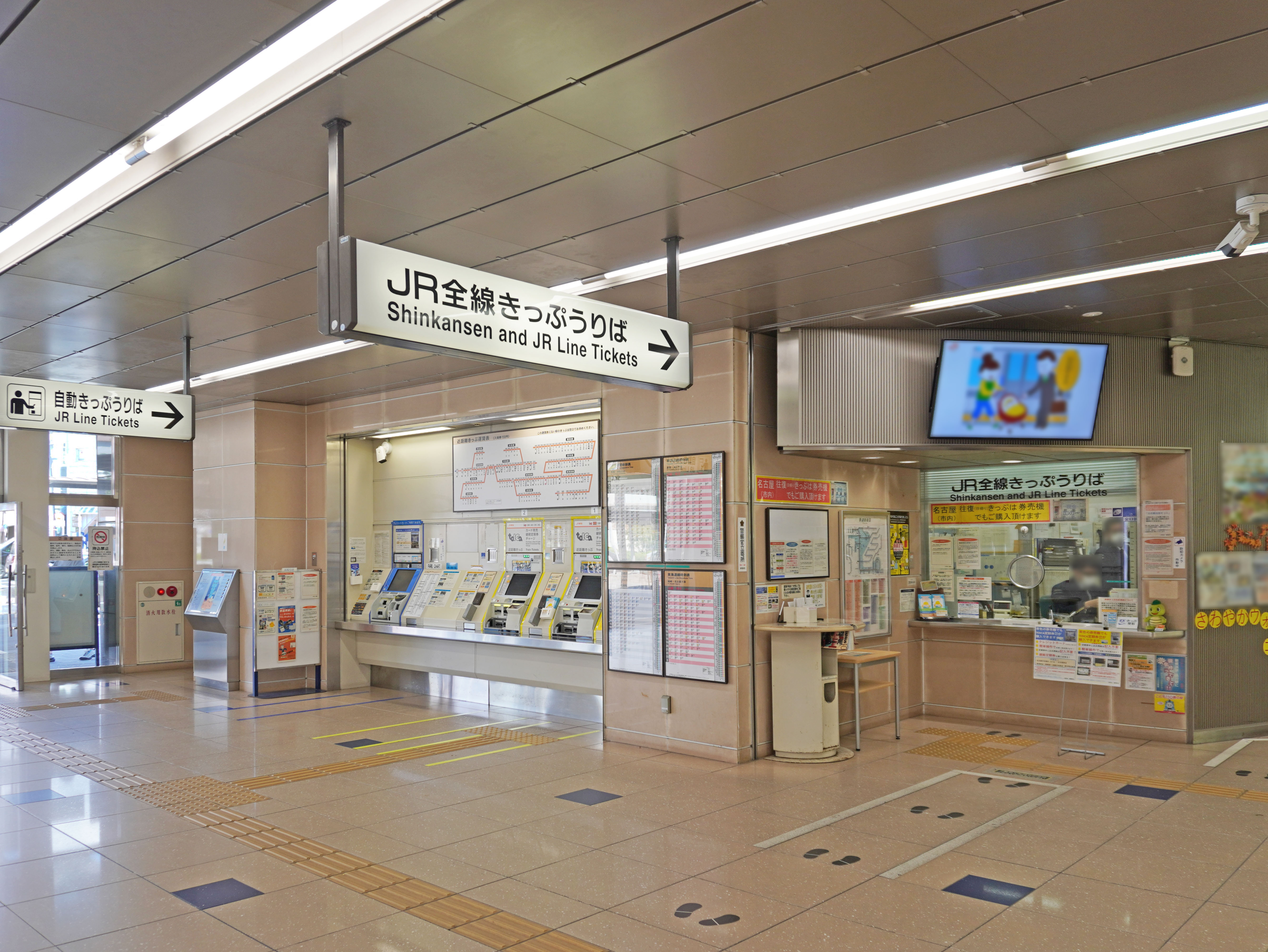
切符売り場（2022年10月）
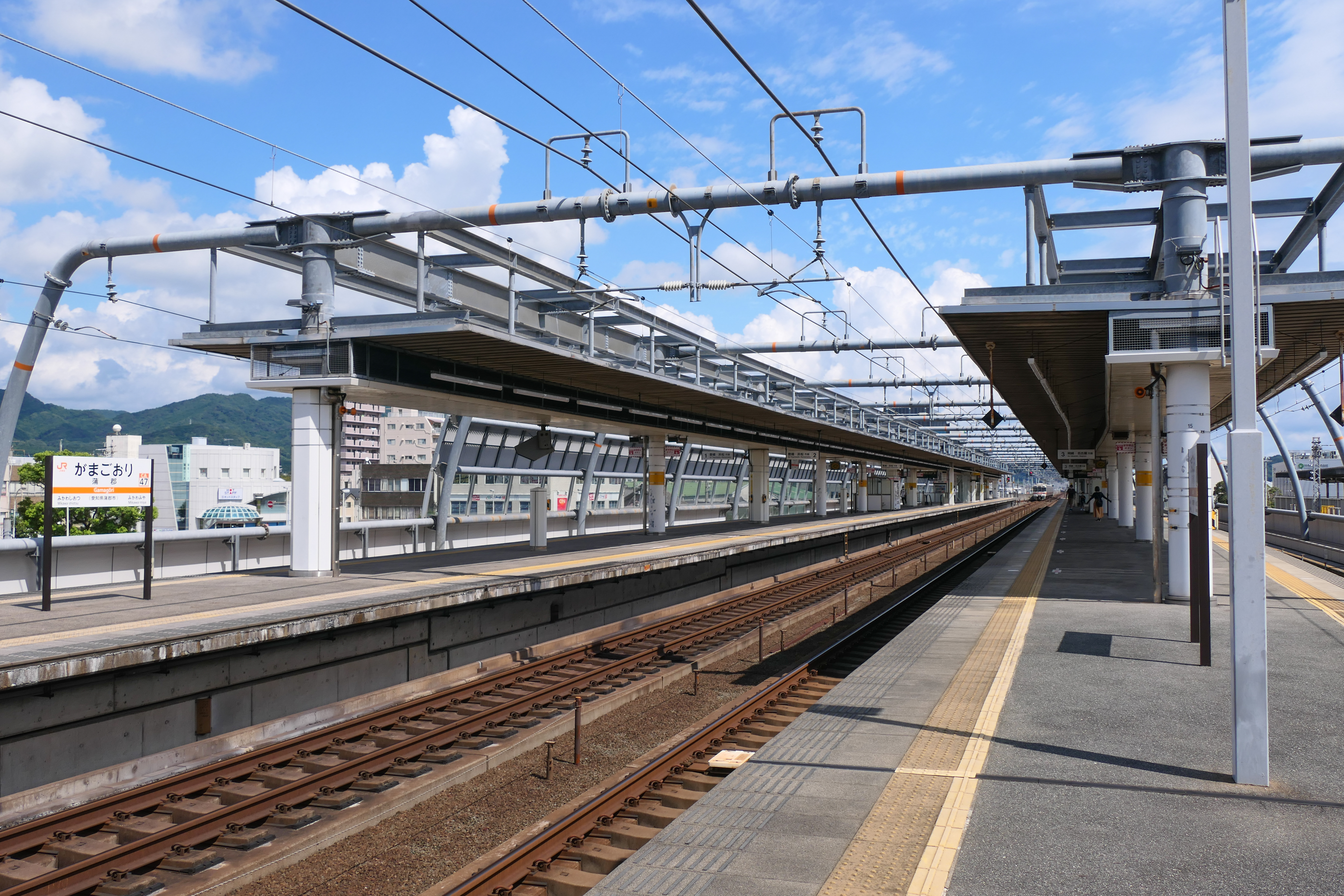
ホーム（2021年9月）
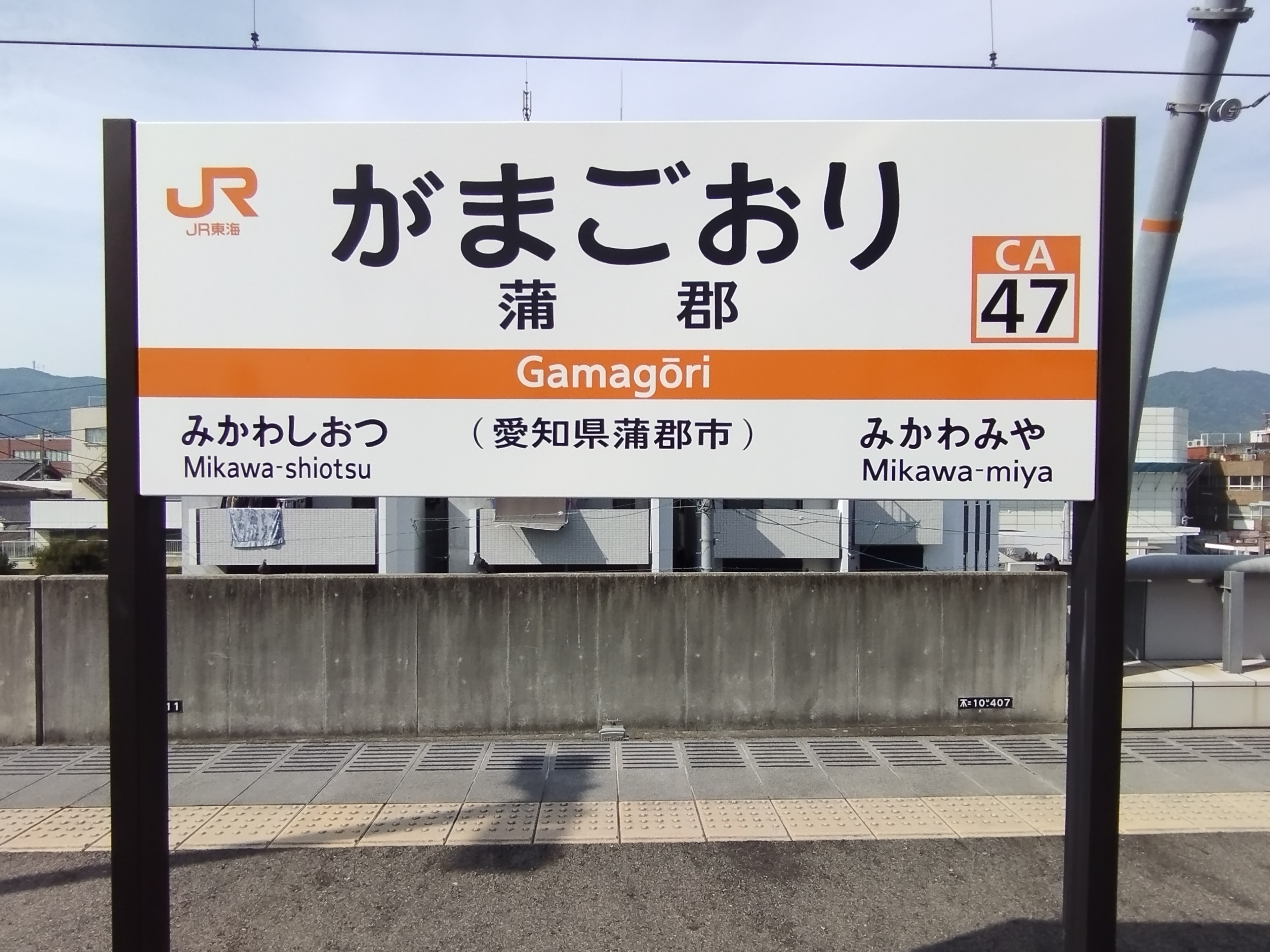
駅名標（2024年4月）

### 名古屋鉄道
島式ホーム1面2線を使用している。ホームの有効長は4両分で、電車はホーム中央付近に停車する。かつては行灯式発車案内板があったが、現在の電車は全て吉良吉田駅行普通電車のため、撤去された。終日駅員配置駅である。電車は全てワンマン運転であるが当駅は有人駅かつ終着駅であるため途中の駅とは異なり、到着するとホーム側の全てのドアを開ける。自動券売機はタッチパネル式のものが1台あるが、自動改札機および自動精算機は設置されていない。ホームにはエレベーターが設置されている。以前の名鉄のホーム番号は国鉄・JRからの通しで5・6番線であったが、改札の分離に伴い1・2番線となった（分離後は番号の振り方が逆になり、海側から振られている）。
manaca他の交通系ICカードに関しては、対応する設備が一切設置されていないため取り扱いを行っていない。券売機での乗車券購入・窓口の対応も不可（TOICAとmanacaが乗車券機能の相互利用を行っているため、JR蒲郡駅ではmanacaでの乗車が可能。名鉄利用者がチャージをしたい場合も、出場後や入場前であればJR蒲郡駅で可能）。
ただし、吉良吉田駅以遠の区間を乗車する際には、特例として以下の手順により、manaca他の交通系ICカードを利用することができる。
- 当駅から乗車する場合は、駅の自動券売機で乗車駅証明書を発行し、吉良吉田駅以遠まで乗車すると申し出て改札を入る。吉良吉田駅で降車後中間改札窓口で、駅係員に乗車駅証明書を見せてカードに乗車駅の記録をしてもらう。
- 当駅で降車する場合は、吉良吉田駅の中間改札窓口で降車駅を申し出て精算を行う。その精算済み証を受け取ってワンマン列車に乗車し、降車後駅員に渡す。

なお、当駅-三河鳥羽駅間の利用においては、この特例は適用できない。
2012年2月29日に利用終了となったトランパスにおいても、利用可能エリアからは外れていたが、当駅から乗車してトランパス対応駅（精算機または窓口での精算が可能な駅）で下車する場合は、当駅の自動券売機で無料発行される乗車駅証明書を持って乗車し、下車駅での精算という形でトランパスが使用できた。
1972年（昭和47年）4月1日に名鉄が高架化された際、南口には1階にバスターミナルを設けた5階建ての「名鉄蒲郡駅ビル」を同年12月に竣工させた。しかしテナントの相次ぐ撤退や観光客減少のため、蒲郡駅周辺連続立体交差事業の際に解体された。また、ホームは当初立体交差事業により建て替えられる予定であったが、従来のものをリニューアルして継続利用している。蒲郡線の立体交差部分延長に伴う工事に際しては、一時的に東海道本線旧下り地上ホームを使用していた時期もある。
2008年（平成20年）6月29日より名鉄蒲郡線は全列車が当駅 - 吉良吉田駅間の2両編成折り返しワンマン運転となった。そのため通常はホーム両端の1両分ずつには電車が停車しない。
吉良吉田駅以遠からmanacaを利用して当駅で名鉄バスに乗り継ぐ場合（その逆も）でも条件を満たせば割引は適用される。

#### のりば
| 番線 | 路線     | 行先         | 備考                                                           |
| ---- | -------- | ------------ | -------------------------------------------------------------- |
| 1    | GN蒲郡線 | 吉良吉田ゆき | 夜間滞泊や臨時列車、団体専用列車等を除きほとんど使用されない。 |
| 2    | GN蒲郡線 | 吉良吉田ゆき | 本線                                                           |

#### 駅構内施設
- 名鉄観光バス蒲郡旅行センター
- 鳥貴族
- 壺屋
- 喫茶・かめ

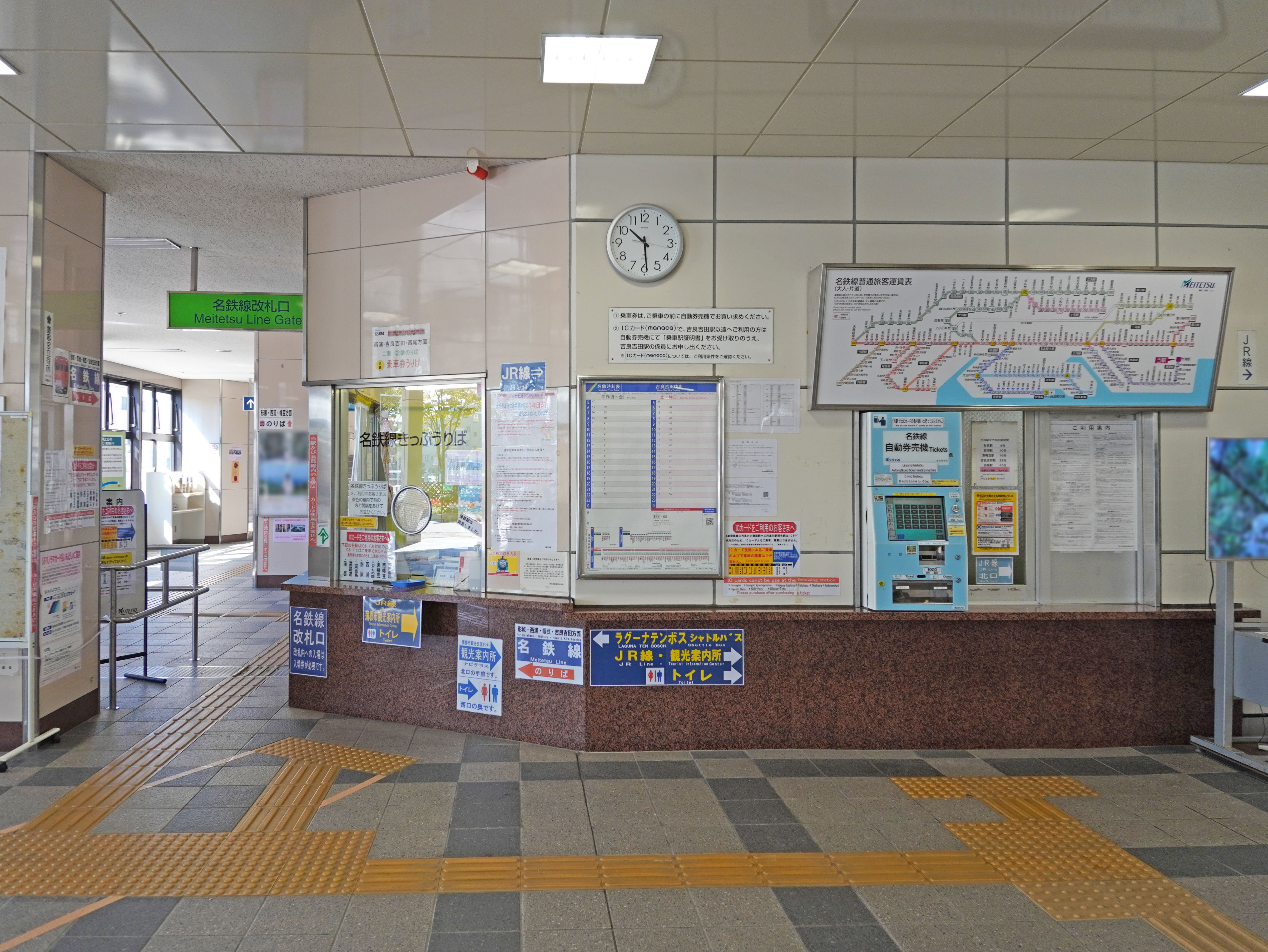
改札口と切符売り場（2022年10月）
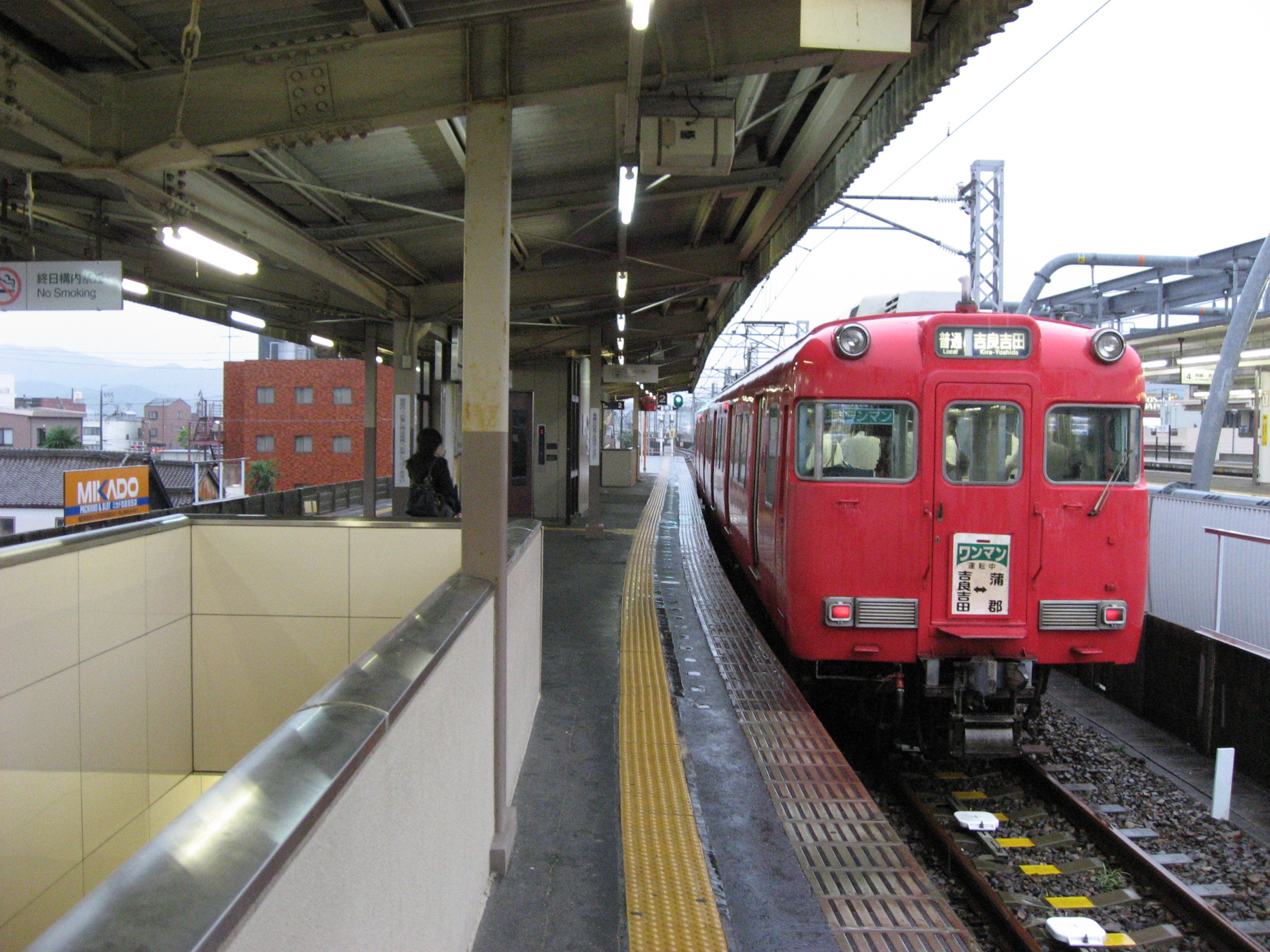
ホーム（2008年9月）
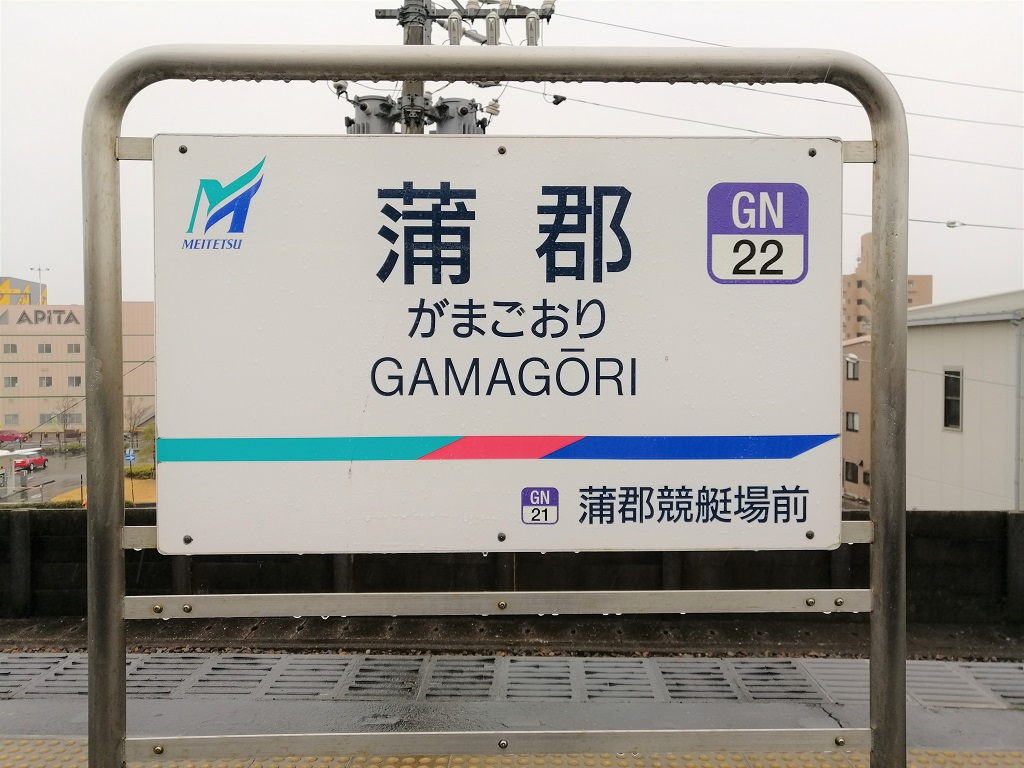
駅名標（2021年1月）

### 配線図
| ← 豊橋方面                                | 蒲郡駅 構内配線略図 | → 吉良吉田方面 岡崎・ 名古屋方面 |
| 凡例 出典: 黒線が東海道本線、赤線が蒲郡線 |                     |                                  |

## 利用状況
- 「愛知県統計年鑑」および「蒲郡の統計」によると、近年の1日の平均乗車人員の推移は以下の通りである[31]。

| 年度               | JR東海           | 名古屋鉄道       |
| 年度               | 1日平均 乗車人員 | 1日平均 乗車人員 |
| ------------------ | ---------------- | ---------------- |
| 1995年（平成07年） | 7,254            | 2,007            |
| 1996年（平成08年） | 7,125            | 1,863            |
| 1997年（平成09年） | 6,789            | 1,737            |
| 1998年（平成10年） | 6,500            | 1,470            |
| 1999年（平成11年） | 6,358            | 1,419            |
| 2000年（平成12年） | 6,634            | 1,364            |
| 2001年（平成13年） | 6,755            | 1,298            |
| 2002年（平成14年） | 6,959            | 1,329            |
| 2003年（平成15年） | 6,932            | 1,417            |
| 2004年（平成16年） | 6,885            | 1,322            |
| 2005年（平成17年） | 6,771            | 1,364            |
| 2006年（平成18年） | 6,907            | 1,421            |
| 2007年（平成19年） | 7,118            | 1,443            |
| 2008年（平成20年） | 7,260            | 1,429            |
| 2009年（平成21年） | 7,192            | 1,389            |
| 2010年（平成22年） | 7,263            | 1,392            |
| 2011年（平成23年） | 7,193            | 1,340            |
| 2012年（平成24年） | 7,280            | 1,336            |
| 2013年（平成25年） | 7,428            | 1,385            |
| 2014年（平成26年） | 7,349            | 1,343            |
| 2015年（平成27年） | 7,642            | 1,405            |
| 2016年（平成28年） | 7,771            | 1,425            |
| 2017年（平成29年） | 7,838            | 1,407            |
| 2018年（平成30年） | 7,828            | 1,420            |
| 2019年（令和元年） | 7,763            | 1,331            |
| 2020年（令和02年） | 5,961            | 1,046            |
| 2021年（令和03年） | 6,309            | 1,076            |

- 「移動等円滑化取組報告書」によると、2020年度の1日平均乗降人員は2,066人である[32]。
- 『名鉄120年：近20年のあゆみ』によると2013年度当時の1日平均乗降人員は2,741人であり、この値は名鉄全駅（275駅）中154位、 西尾線・蒲郡線（23駅）中8位であった[33]。
- 『名古屋鉄道百年史』によると1992年度当時の1日平均乗降人員は4,498人であり、この値は岐阜市内線均一運賃区間内各駅（岐阜市内線・田神線・美濃町線徹明町駅 - 琴塚駅間）を除く名鉄全駅（342駅）中103位、 西尾線・蒲郡線（24駅）中4位であった[34]。

蒲郡線だけの場合、吉良吉田駅に次いで利用客が多いが、年度によっては順位が逆になることがある。

## 駅周辺

### 北口
北口駅前広場は1967年（昭和42年）12月5日の広場完成時とほぼ同じ構造で、西側がタクシープールおよびタクシーのりば、東側が市営駐車場および自家用車専用乗降場である。バスのりばは駅前の道路上に通常のバス停同様に設置されている。愛知県下でも早期に完成した地下道・地下街は、高架化完成に伴い閉鎖された南北地下道を除き引き続き供用されている。かつては北口側がより賑わっていたが、セイフー（ヤオハン）蒲郡店の撤退や駅前ビルの空室が目立ち、現在では南口側に取って代わられた感がある。今後は北口駅前広場の整備が予定されている。

#### 道路・交通機関
- 市役所通り（愛知県道323号芦谷蒲郡線）
- 愛知県道369号蒲郡停車場線

#### 公共施設・教育施設
- 蒲郡市役所
- 蒲郡市勤労福祉会館
- 蒲郡いきがいセンター
- 蒲郡市中部市民センター
- 蒲郡市民体育センター
- 愛知県立蒲郡高等学校
- 蒲郡市立蒲郡中学校
- 蒲郡市立蒲郡南部小学校
- 蒲郡市立中央小学校
- がまごおり児童館
- 蒲郡市立図書館
- 愛知県蒲郡警察署

#### 金融機関・郵便局・メディア
- 蒲郡駅前郵便局
- 蒲郡信用金庫本店
- 西尾信用金庫
- 蒲郡市農業協同組合本店
- 三河湾ネットワーク

#### 商業施設
- 蒲郡北駅前地下街
- サンヨネ 蒲郡店
- 蒲郡名店街ビル

### 南口

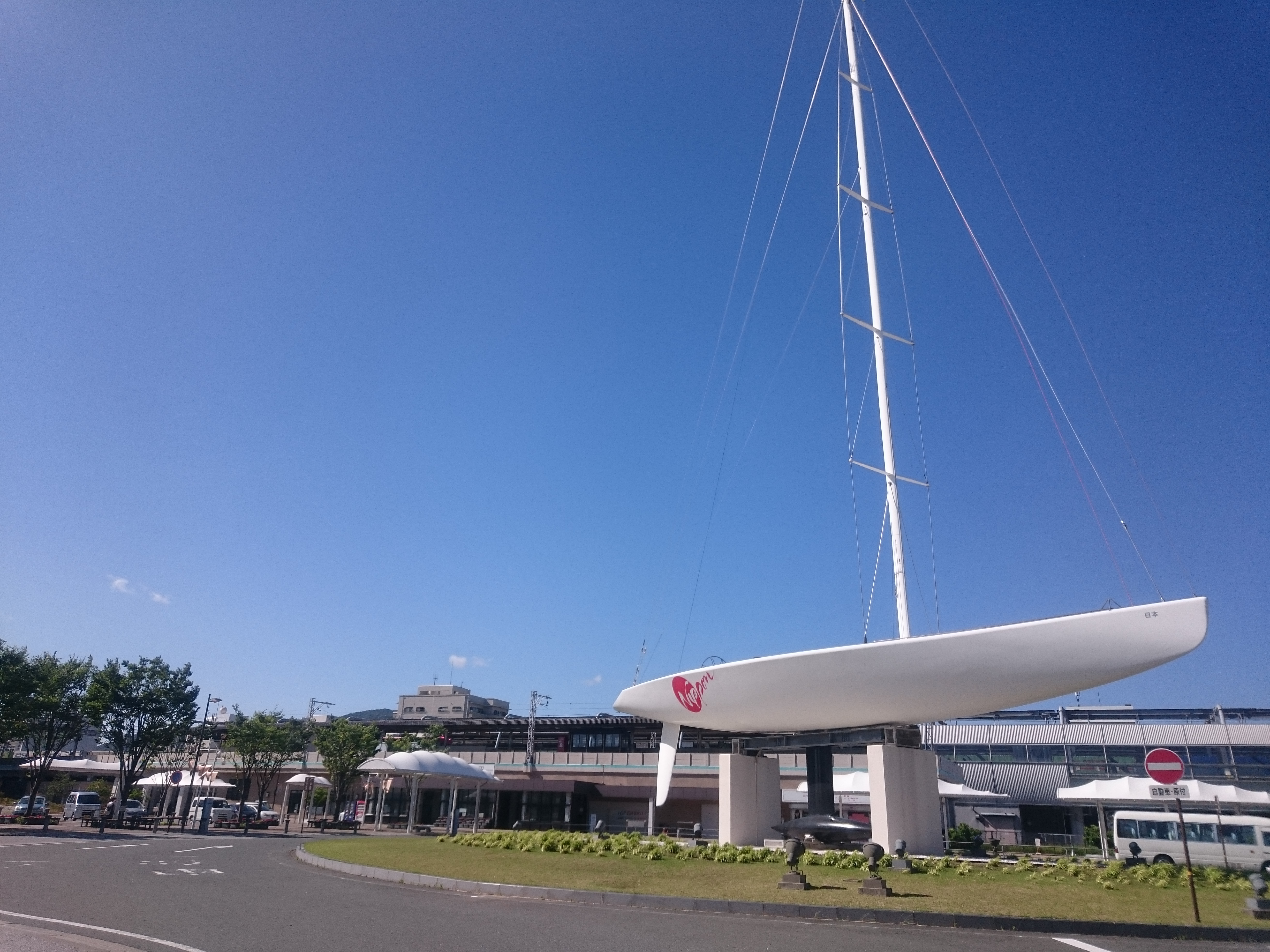
アメリカズカップ挑戦艇

南口駅前広場は、かつては西側（蒲郡駅南交差点）が駅前広場への車両入口、東側（港町3東交差点）が駅前広場からの車両出口となっており完全な一方通行になっていた。2005年度から整備が行われ、総面積は全体で約12,000m2に拡張された。西側（約2,800m2）がタクシープールおよびタクシーのりば、市営駐車場および自家用車専用乗降場、東側（約3,600m2）がバスのりばおよび竹本油脂専用となっている。バスのりば中心には観光交流立市「蒲郡」を象徴するモニュメントとしてアメリカズカップに参戦した「ニッポン・チャレンジ」のヨット（JPN-3）が設置されている（同チームのベースキャンプ地は蒲郡港であった）。南口駅前広場から竹島埠頭へ続く道路は50m道路として整備されメインストリートとなっている。

#### 道路・交通機関
- 国道23号・国道247号（重複区間）
- 愛知県道370号蒲郡港線
- 蒲郡乗船センター

#### 公共施設・教育施設
- 蒲郡市民会館
- 蒲郡市博物館
- 蒲郡市保健医療センター
- 蒲郡商工会議所
- 豊川公共職業安定所蒲郡出張所（ハローワーク蒲郡）
- 生命の海科学館
- 竹島水族館

#### 金融機関・郵便局
- 蒲郡郵便局

#### 商業施設
- アピタ蒲郡店
- ユニクロ蒲郡店
- エディオン蒲郡店

#### 宿泊施設
- ビジネスホテル港
- ホテル竹島
- 公立学校共済組合 蒲郡荘
- 蒲郡クラシックホテル
- ABホテル蒲郡

## バス路線

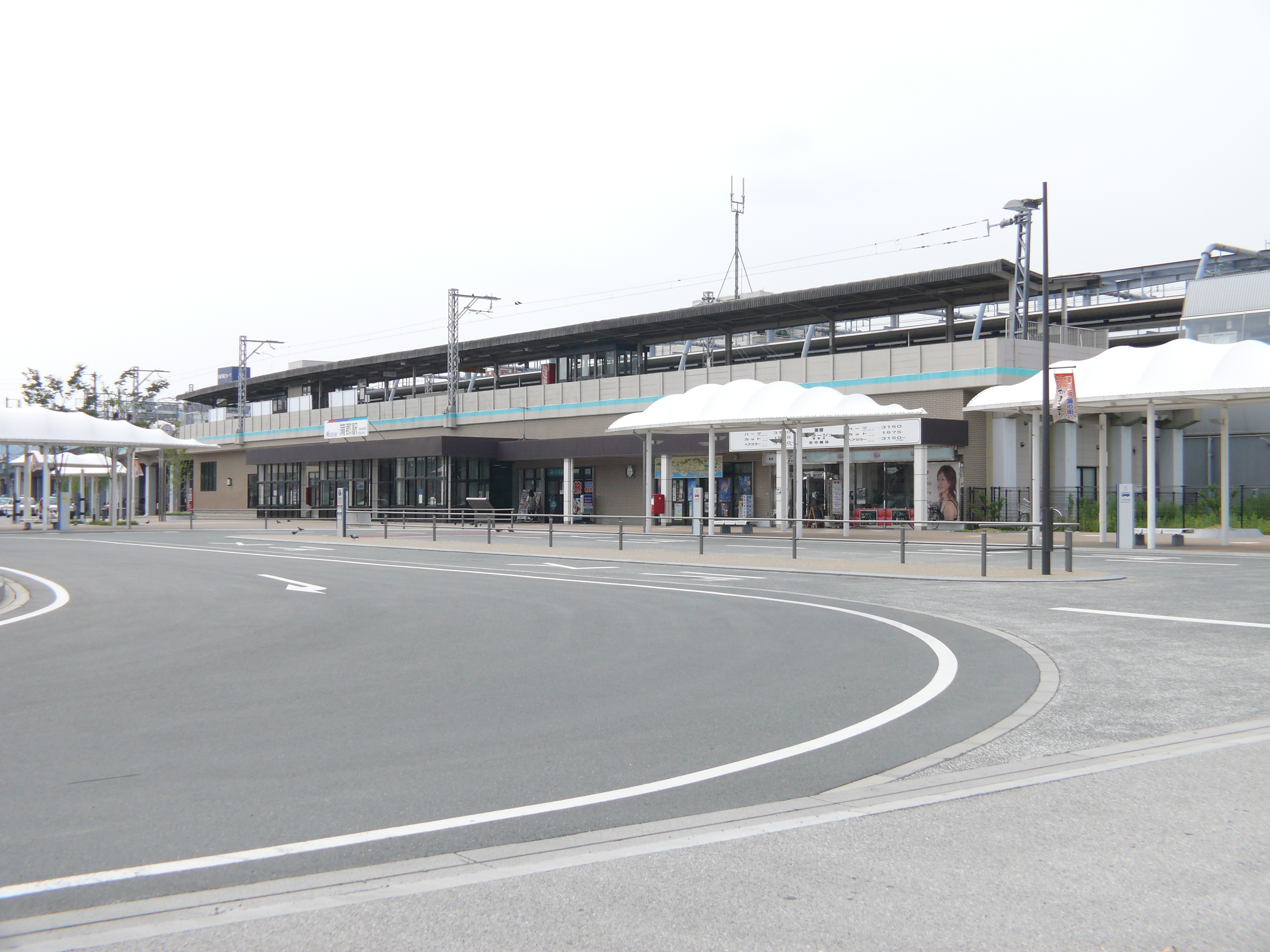
南口バスのりば

### 蒲郡駅前（南口）
1番のりば（■ラグーナ方面のりば）
- 名鉄バス：蒲郡市内線
  - 26：丸山住宅

2番のりば（■市民病院方面のりば）
- 名鉄バス：蒲郡市内線・西浦病院循環線
  - 15・25・26：蒲郡市民病院前（右回り）
  - 11：蒲郡市民病院前方面（左回り）

3番のりば（■西浦方面のりば）
- 名鉄バス：西浦病院循環線
  - 10・11・15：西浦温泉前
- 形原温泉あじさい祭り会場直行バス「あじさい号」※形原温泉あじさい祭り期間に運行

4番のりば
- ホテル・旅館送迎バス専用

5番のりば
- その他（予備）

6番のりば
- 愛知工科大学スクールバス専用

7番のりば
- ラグーナテンボス無料シャトルバス専用
- BOATRACE蒲郡無料送迎バスのりば
- BOATRACE蒲郡行き専用

### 蒲郡駅北口
名鉄バス
- 蒲郡市内線
  - 15・25：蒲郡市民病院前
  - 26：丸山住宅

愛知県立豊橋特別支援学校Bコース蒲郡線のりば
蒲郡市コミュニティバス「みかんの丘くるりんバス」
- 右回り（火・木・金・土曜日）
- 左回り（火・木・金・土曜日）

## 隣の駅
東海旅客鉄道（JR東海）
CA 東海道本線
■特別快速
豊橋駅 (CA42) - 蒲郡駅 (CA47) - （一部幸田駅 (CA50)） - 岡崎駅 (CA52)
■新快速
豊橋駅 (CA42) - （一部三河大塚駅 (CA45)又は三河三谷駅 (CA46)） - 蒲郡駅 (CA47) - （一部幸田駅 (CA50)） - 岡崎駅 (CA52)
■快速
豊橋駅 (CA42) - （一部三河三谷駅 (CA46)） - 蒲郡駅 (CA47) - （一部幸田駅 (CA50)） - 岡崎駅 (CA52)
■区間快速・■普通
三河三谷駅 (CA46) - 蒲郡駅 (CA47) - 三河塩津駅 (CA48)
名古屋鉄道
GN 蒲郡線
蒲郡競艇場前駅 (GN21) - 蒲郡駅 (GN22)